# Sinitta
Sinitta Malone née le 19 octobre 1963 à Seattle, est une chanteuse américano-britannique.

## Biographie
La mère de Sinitta est Miquel Brown, chanteuse de disco-soul américain populaire dans les années 1970 et 1980 et membre de la distribution de Hair. Elle a une sœur Gretta adoptée par un parent. Sinitta grandit à Seattle, puis à Detroit, mais voyage souvent avec sa mère en tournée, notamment à Sydney, en Australie. Sa mère dirige ensuite la production londonienne de Hair ; Sinitta est envoyée à un pensionnat du Sussex de l'Est et à l'école de ballet de Royal Tunbridge Wells dès l'âge de 9 ans. Elle auditionne pour des rôles musicaux à Londres, jouant dans The Wiz à l'âge de 12 ans.
En 1981, Sinitta apparaît dans le film Shock Treatment dans le rôle de Frankie, elle est créditée comme Sinitta Renet. Sinitta continue sa carrière en apparaissant dans plusieurs productions du West End theatre, notamment la première production des Cats puis Little Shop of Horrors.
En 1986, Sinitta sort le single So Macho qui atteint la 2e place des ventes. Le deuxième single de Sinitta Feels Like the First Time a beaucoup moins de succès commercial, il est 45e. En 1987, Toy Boy est le premier extrait de son album ; il prend la 4e place.
En 1989, Sinitta cesse de travailler directement avec les producteurs Stock Aitken Waterman. Cependant, il continue à travailler avec Pete Hammond, Phil Harding et Ian Curnow, en coopération avec le producteur allemand Ralf-René Maué, producteur du duo London Boys. Le deuxième album Wicked a pour premier single Right Back Where We Started From, qui atteint la 4e place. Le suivant Love on a Mountain Top est 20e. Le troisième n'est pas classé dans les meilleures ventes.
En juillet 1992, la reprise Shame, Shame, Shame tourne autour de la 30e place. En avril 1993, The Supreme est 50e. En 1995, Sinitta sort un album de reprises appelé Naughty Naughty.
Elle apparaît sur l'album d'enregistrement de la distribution pour  la comédie musicale What a Feeling, un enregistrement en direct tiré de l'Apollo Playhouse Theatre, à Édimbourg, en mai 1997, et remplace Irene Cara pour une tournée avec Sonia Evans et Luke Goss.
En 2004, Sinitta fait sa première apparition dans The X Factor, la première saison, pour aider le juge Simon Cowell à sélectionner ses trois candidats pour le spectacle en direct, le gagnant final étant Steve Brookstein. En 2005, Sinitta aide de nouveau Cowell, cette fois en choisissant les trois derniers groupes. En 2006, elle aide Cowell à sélectionner Leona Lewis. En 2009, Sinitta est de nouveau présente et aide à choisir Olly Murs. En 2007, Sinitta est juge dans l'émission d'ITV Grease Is the Word.
L'année suivante, Sinitta rejoint le casting de l'émission d'ITV Loose Women en tant que présentatrice. En 2010, Sinitta aide Cowell à choisir One Direction. En 2011, cependant, Sinitta aide Louis Walsh. En novembre de cette même année, Sinitta est confirmée pour participer à la onzième saison de I'm a Celebrity… Get Me Out of Here!.
En 2013, Sinitta aide Walsh à sélectionner Nicholas McDonald, et la même année, elle interprète une reprise de Take on Me pour Children in Need. En décembre, elle apparaît dans Come Dine With Me à côté de Danniella Westbrook, Louie Spence et Hugo Taylor. L'année suivante, Sinitta est annoncée dans le casting de la nouvelle émission de télé-réalité de Channel 4 The Jump.
Sinitta revient à sa carrière musicale en 2014, avec le single So Many Men, So Little Time. Sinitta revient pour aider Simon Cowell à nouveau cette année-là, pour choisir Fleur East et Ben Haenow.
En 2009, Sinitta est l'un des principaux présentateurs de The Xtra Factor, où elle interviewe les amis et la famille des candidats. Son segment de l'émission devient régulier, et se poursuit en 2012 et par la suite 2013 et 2014. En 2016, elle est annoncée comme productrice et l'un des principaux présentateurs de Xtra Factor.
Sinitta est mariée de 2002 à 2010 à Andy Willner et a deux enfants adoptifs. Une série de vidéos autobiographiques documentent sa vie et un livre suivra. Ses relations passées et sa documentation sur les agressions sexuelles attirent l'attention des médias en 2018.